# Ore 2: calma piatta
Ore 2: calma piatta è un cortometraggio del 2003 diretto dal regista Marco Pontecorvo.

## Riconoscimenti
- 2003 - Nastro d'argento
  - Nastro d'argento al miglior cortometraggio